# Liste der Nummer-eins-R&B-Alben in den USA (1984)
Dies ist eine Liste der Nummer-eins-Alben in den von Billboard ermittelten Verkaufscharts für R&B-Alben in den USA im Jahr 1984. In diesem Jahr gab es zehn Nummer-eins-Alben.
| ← 1983 ← | Liste der Nummer-eins-R&B-Alben in den USA | Liste der Nummer-eins-R&B-Alben in den USA | Liste der Nummer-eins-R&B-Alben in den USA | 1985 →                    |
| \| Zeitraum \| Wo. ges. \| Interpret \| Titel \| Zusätzliche Informationen \| \| (Zeitraum, Wochen auf Platz eins, Interpret, Titel, zusätzliche Informationen) \| \| \| \| \| \| ------------------------------------------------------------------------------ \| -------- \| ------------------------- \| -------------------- \| ------------------------- \| \| 31. Dezember 1984 – 9. März 1984 9 Wochen (insgesamt 15) \| 15 \| Lionel Richie \| Can’t Slow Down[1] \| – \| \| 10. März 1984 – 13. April 1984 5 Wochen (insgesamt 37) \| 37 \| Michael Jackson \| Thriller[2] \| – \| \| 14. April 1984 – 27. April 1984 2 Wochen (insgesamt 2) \| 2 \| Luther Vandross \| Busy Body[3] \| – \| \| 28. April 1984 – 11. Mai 1984 2 Wochen (insgesamt 2) \| 2 \| Cameo \| She’s Strange[4] \| – \| \| 12. Mai 1984 – 6. Juli 1984 8 Wochen (insgesamt 23) \| 23 \| Lionel Richie \| Can’t Slow Down[5] \| – \| \| 7. Juli 1984 – 13. Juli 1984 1 Woche (insgesamt 1) \| 1 \| Jermaine Jackson \| Jermaine Jackson[6] \| – \| \| 14. Juli 1984 – 20. Juli 1984 1 Woche (insgesamt 1) \| 1 \| One Way \| Lady[7] \| – \| \| 21. Juli 1984 – 27. Juli 1984 1 Woche (insgesamt 1) \| 1 \| Tina Turner \| Private Dancer[8] \| – \| \| 28. Juli 1984 – 7. Dezember 1984 19 Wochen (insgesamt 19) \| 19 \| Prince and The Revolution \| Purple Rain[9] \| – \| \| 8. Dezember 1984 – 28. Dezember 1984 3 Wochen (insgesamt 3) \| 3 \| Stevie Wonder \| The Woman in Red[10] \| – \| |                                            |                                            |                                            |                           |
| ← 1983 |                                            |                                            |                                            | → 1985 →                  |
| Zeitraum | Wo. ges.                                   | Interpret                                  | Titel                                      | Zusätzliche Informationen |
| (Zeitraum, Wochen auf Platz eins, Interpret, Titel, zusätzliche Informationen) |                                            |                                            |                                            |                           |
| 31. Dezember 1984 – 9. März 1984 9 Wochen (insgesamt 15) | 15                                         | Lionel Richie                              | Can’t Slow Down                            | –                         |
| 10. März 1984 – 13. April 1984 5 Wochen (insgesamt 37) | 37                                         | Michael Jackson                            | Thriller                                   | –                         |
| 14. April 1984 – 27. April 1984 2 Wochen (insgesamt 2) | 2                                          | Luther Vandross                            | Busy Body                                  | –                         |
| 28. April 1984 – 11. Mai 1984 2 Wochen (insgesamt 2) | 2                                          | Cameo                                      | She’s Strange                              | –                         |
| 12. Mai 1984 – 6. Juli 1984 8 Wochen (insgesamt 23) | 23                                         | Lionel Richie                              | Can’t Slow Down                            | –                         |
| 7. Juli 1984 – 13. Juli 1984 1 Woche (insgesamt 1) | 1                                          | Jermaine Jackson                           | Jermaine Jackson                           | –                         |
| 14. Juli 1984 – 20. Juli 1984 1 Woche (insgesamt 1) | 1                                          | One Way                                    | Lady                                       | –                         |
| 21. Juli 1984 – 27. Juli 1984 1 Woche (insgesamt 1) | 1                                          | Tina Turner                                | Private Dancer                             | –                         |
| 28. Juli 1984 – 7. Dezember 1984 19 Wochen (insgesamt 19) | 19                                         | Prince and The Revolution                  | Purple Rain                                | –                         |
| 8. Dezember 1984 – 28. Dezember 1984 3 Wochen (insgesamt 3) | 3                                          | Stevie Wonder                              | The Woman in Red                           | –                         |